# هاینریش کورنلیوس آگریپا
هاینریش کورنلیوس آگریپا (به آلمانی: Heinrich Cornelius Agrippa von Nettesheim) یک کیمیاگر اهل آلمان بود.